# Chiến dịch Donbas (2022)
Trận Donbas hay Mặt trận Donbas hay Chiến dịch Donbas là một chuỗi các cuộc tấn công quân sự nằm trong chiến dịch miền Đông Ukraina khi Nga xâm lược Ukraina. Cuộc tấn công bắt đầu vào ngày 18 tháng 4 năm 2022 giữa các lực lượng vũ trang của Nga và Ukraina để giành quyền kiểm soát khu vực Donbas. Các nhà phân tích quân sự coi chiến dịch này là giai đoạn chiến lược thứ hai của chiến dịch quân sự đặc biệt của Nga, sau cuộc tấn công ba mũi nhọn giáp công đầu tiên của Nga vào Ukraina với chiến thuật đánh nhanh thắng nhanh kiểu hành tiến đã bị phá sản. Chiến lược của Nga khi chuyển hướng mở mặt trận này là bao vây quân đội Ukraina ở Donbas và sáp nhập toàn bộ vùng Donetsk và Luhansk vào các quốc gia ly khai được Nga hậu thuẫn là Cộng hòa Nhân dân Donetsk (DPR) và Cộng hòa nhân dân Luhansk (LPR). được xem là mục tiêu của chiến dịch quân sự đặc biệt.
Phía Nga tuyên bố đã kiểm soát được 55% tỉnh Donetsk vào ngày 23 tháng 6 năm 2022. và toàn bộ tỉnh Luhansk trước ngày 3 tháng 7 năm 2022, với việc lực lượng Nga và quân ly khai kiểm soát các thành phố Mariupol, Sievierodonetsk, Lysychansk, Rubizhne, và nhiều nơi khác (thực tế Nga chỉ chiếm được 95% tỉnh Luhansk). Đà tiến công của Nga bị chặn đứng vào tháng 9 năm 2022 và một số thành tựu quân sự đã bị đổi chiều sau khi Ukraina phát động cuộc phản công Kharkiv năm 2022 với việc lực lượng Ukraina phát động của phản công chớp nhoáng cấp tốc chiếm lại các thành phố chiến Lyman và Sviatohirsk ở vùng Donetsk và Bilohorivka ở Luhansk., việc Nga để mất thành phố chiến lược Lyman vào tay Ukraina đã tạo nên sự giận dữ và chỉ trích từ chính giới và công chúng Nga lúc đó. Nhưng cuộc phản công thần tốc của Ukraina cũng bị khựng lại ở phía đông sông Oskil và đến tháng 11 năm 2022, các cuộc tấn công của Nga được tiếp tục nối nại khi Nga mở Chiến dịch Luhansk và khởi động lại chiến dịch miền Đông Ukraina tại tỉnh Donetsk.

## Diễn biến

### Nga thắng thế
Trong diễn biến của cuộc chiến này thì sau các cuộc tấn công liên tục, đến ngày 23 tháng 6 năm 2022, Nga đã đột phá hoàn toàn ở phía nam, chiếm Toshkivka và đạt được những lợi ích lớn ở phía nam Lysychansk. Lực lượng Nga đã chiếm được Loskutivka, Myrna Dolyna, Rai-Oleksandrivka (quận Severodonetsk) và Pidlisne (quận Severodonetsk) tất cả diễn ra vào ngày 22 tháng 6 năm 2022. Vào ngày 2-3 tháng 7 năm 2022, Nga và lực lượng ly khai LPR tuyên bố đã chiếm và kiểm soát Lysychansk, tuy nhiên các quan chức Ukraina, bao gồm cả tổng thống Volodymyr Zelenskyy, vẫn chưa chính thức thừa nhận việc chiếm được thành phố chiến lược, chỉ nói rằng đang có những cuộc đụng độ ác liệt trong thành phố. Bộ Quốc phòng Nga tuyên bố đã chiếm được và đang trong quá trình giải phóng nhiều khu định cư ở ngoại ô Lysychansk, bao gồm Verkhniokamianka, Zolotarivka, Bilohorivka, Novodruzhesk, Maloriazantseve và Bila Hora. Với sự thất thủ của Lysychansk và vùng ngoại ô phía tây, Nga và Cộng hòa Nhân dân Luhansk lần đầu tiên tuyên bố kiểm soát hoàn toàn Luhansk Oblast, đạt được mục tiêu của chiến dịch do Nga lãnh đạo. Nga còn tăng cường pháo kích của Nga vào Sloviansk trong ngày 3 tháng 7 năm 2022.

### Nga tạm dừng
Sau khi chiếm hoàn toàn và chiếm đóng tỉnh Luhansk, Tổng thống Nga Vladimir Putin đã ra lệnh cho bộ trưởng quốc phòng Sergei Shoigu tiếp tục cuộc tấn công ở Donbas theo kế hoạch, đồng thời nói thêm rằng các đơn vị chiến đấu trên mặt trận Luhansk "chắc chắn nên nghỉ ngơi và tăng cường lực lượng và năng lực chiến đấu". Theo Viện Nghiên cứu Chiến tranh, các lực lượng Nga không đưa ra tuyên bố hay đánh giá nào về việc giành được lãnh thổ "lần đầu tiên sau 133 ngày chiến tranh" và cho rằng Nga có thể đang "tạm dừng hoạt động" để nghỉ ngơi và tập hợp lại lực lượng trước một cuộc tấn công vì đã lên kế hoạch tấn công mới. Bộ Quốc phòng Vương quốc Anh dự đoán thành phố Siversk sẽ là mục tiêu chiến thuật trước mắt cho cuộc tấn công mới của Nga. Một cuộc họp báo tình báo của Bộ Quốc phòng Anh vào ngày 4 tháng 7 năm 2022 cho biết các lực lượng Nga "gần như chắc chắn" sẽ chuyển sang chiếm phần còn lại của Donetsk, khoảng 55% trong số đó là đã nằm dưới sự kiểm soát của lực lượng ly khai thân Nga và Cộng hòa Nhân dân Donetsk (DPR). Bộ Quốc phòng Anh dự đoán cuộc giao tranh ở Donetsk sẽ tiếp tục là "máy nghiền thịt và tiêu hao", điển hình là các đợt pháo kích ồ ạt san bằng các thị trấn và thành phố trong bối cảnh tiến bộ trên bộ chậm chạp ì ạch.
Thống đốc Luhansk của Ukraina, ông Serhiy Haidai cho biết ông dự kiến các thành phố Donetsk như Sloviansk và Bakhmut sẽ sớm hứng chịu cuộc tấn công nặng nề của Nga và cho biết cả hai thành phố này ngày càng bị pháo kích. Tương tự như báo cáo của tình báo Anh, người Ukraine dự đoán người Nga sẽ tiến về phía tây dọc theo đường cao tốc Bakhmut-Lysychansk. Vào ngày 11 tháng 7, Tổng thống Zelenskyy bác bỏ quan điểm cho rằng phía Nga đang "tạm dừng hoạt động", với lý do tiếp tục có các cuộc pháo kích, không kích chết người và các báo cáo liên tục về việc quân đội Ukraine "đẩy lùi" nhiều cuộc tấn công khác nhau của Nga. Zelenskyy nhấn mạnh rằng 34 cuộc không kích của Nga trong 24 giờ qua không phải là dấu hiệu cho thấy "tạm dừng hoạt động". Vào ngày 16 tháng 7, Bộ Quốc phòng Nga thông báo rằng việc tạm dừng hoạt động đã kết thúc.

### Nga tái khởi động
Đến ngày 17 tháng 7 năm 2022, lực lượng Nga đã kiểm soát 55% tỉnh Donetsk. Thứ trưởng Bộ Thông tin Cộng hòa Nhân dân Donetsk (DPR) là Daniil Bezsonov tuyên bố vào ngày 25 tháng 7 năm 2022 rằng DPR dự kiến sẽ chiếm được toàn bộ tỉnh Donetsk vào cuối tháng 8 năm 2022. Nhiều nguồn tin của Nga và phương Tây trước đó đã đưa tin rằng Nga dự định tổ chức trưng cầu dân ý ở các khu vực bị chiếm đóng vào nửa đầu tháng 9 năm 2022, có thể vào khoảng ngày 11 tháng 9 năm 2022, là ngày bỏ phiếu thống nhất ở Liên bang Nga. Vào ngày 21 tháng 7 năm 2022, Bộ Quốc phòng Anh cảnh báo rằng người Nga đang tiếp cận Nhà máy điện Vuhlehirska, nhà máy điện lớn thứ hai ở Ukraine và đang cố gắng tạo ra một bước đột phá ở đó. Vào ngày 25 tháng 7 năm 2022, lực lượng Nga đã giành được quyền kiểm soát Berestove. Một đại diện của LPR đã đăng đoạn video về lính đánh thuê Wagner trước biển hiệu lối vào Novoluhanske lên mạng, cho thấy rằng quân đội Nga đã tiến vào thị trấn nằm cách ngoại ô Bakhmut khoảng 25 km về phía đông nam.
Một số nguồn tin Nga cũng cho rằng lực lượng Nga đã chiếm được nhà máy điện Vuhlehirska, nằm ở rìa phía bắc của Novoluhanske và đang tích cực giải tỏa nó, trong khi Bộ Tổng tham mưu Ukraine báo cáo rằng quân Nga chỉ đạt được "thành công một phần" trên mặt trận đó. Các nguồn tin thân Nga cho biết lính đánh thuê Wagner đã tham gia tấn công nhà máy điện và giao tranh kéo dài vài ngày trước khi nhà máy được kiểm soát hoàn toàn vào ngày 26 tháng 7 năm 2022. ISW cho rằng quân đội Ukraina có thể đã tiến hành "rút quân có kiểm soát" từ khu vực hồ chứa Vuhlehirska về phía tây bắc về phía Semyhirya. Một quan chức Ukraina xác nhận việc chiếm giữ nhà máy điện vào ngày 27 tháng 7 năm 2022 Vào ngày 26 tháng 7, Bộ Tổng tham mưu Ukraine tuyên bố rằng lực lượng Nga đang chiến đấu tại làng Semyhirya, phía tây nhà máy điện Vuhlehirska. Vào ngày 27 tháng 7, đoạn video được định vị địa lý được đăng trực tuyến cho thấy lính đánh thuê Wagner đã đến được Klynove, trong khi kênh Telegram thân Nga Readovka tuyên bố rằng các lực lượng Nga đã thiết lập quyền kiểm soát Pokrovske (thuộc khu vực Bakhmut).

### Bị chặn đứng
Vào ngày 28 tháng 7 năm 2022, Bộ Tổng tham mưu Ukraina cho biết quân Nga đã giành được những lợi ích nhỏ gần Soledar và Vershyna và tiếp tục các cuộc tấn công vào Avdiivka và Pisky. Ukraina cáo buộc quân đội Nga mặc đồng phục Ukraina trong các cuộc tấn công trên bộ của họ. Quân đội Ukraina tuyên bố đã vô hiệu hóa 270 quân Nga và lực lượng thân Nga, đồng thời phá hủy 7 xe tăng vào ngày 28 tháng 7 năm 2022, đồng thời họ đã đẩy lùi thành công mọi cuộc tấn công vào mặt trận Soledar-Vershnya và Avdiivka-Pisky. bốn cứ điểm phòng thủ vững chắc này này liên thủ chặn đứng đà tiến của quân Nga khiến họ không thể tiến thêm. Tuy nhiên, phe ly khai tuyên bố lực lượng Nga và DPR ở khu vực Avdiivka đã đạt được những bước tiến đáng kể về phía bắc và phía đông thành phố. Vào ngày 1 tháng 8 năm 2022, Bộ Quốc phòng Anh cho biết Nga đã đạt được tiến bộ chậm chạp trên trục Bakhmut trong các cuộc tấn công hàng ngày trong 4 ngày qua. Thống đốc Luhansk Serhiy Haidai cáo buộc rằng các lực lượng Nga đang cố gắng tuyển mộ và huy động cư dân tại các thành phố do LPR kiểm soát như Alchevsk. Vào ngày 2 tháng 8 năm 2022, Bộ trưởng Quốc phòng Nga Sergei Shoigu tuyên bố rằng các lực lượng Nga đã chiếm được sáu khu định cư tiền tuyến trong những ngày gần đây: Berestove, Pokrovske, Novoluhanske, Semyhiria, Hryhorivka và Stryapivka. Cùng ngày, lực lượng Nga đã chiếm được các vị trí của Ukraine xung quanh mỏ than Butivka, phía tây nam Avdiivka, đánh bật các vị trí của Ukraine đã được trấn giữ ở đó từ năm 2015. Bộ Tổng tham mưu Ukraine cũng tuyên bố rằng các lực lượng Nga đã "thành công một phần" dọc theo Vidrodzhennia-Kodema cách Bakhmut khoảng 20 km về phía đông nam.
Vào ngày 5 tháng 8 năm 2022, các nguồn tin Nga cho rằng quân đội Nga đang tích cực chiến đấu tại nhà máy thạch cao Knauf Gips Donbas ở ngoại ô phía đông nam của Soledar. Trong khi đó, chính quyền ly khai tuyên bố rằng các lữ đoàn DPR độc lập và lực lượng của Tập đoàn Wagner đã nắm quyền kiểm soát một nửa Marinka, nhưng phía Ukraine cho biết các cuộc tấn công vào Marinka đã không thành công. Đoạn phim định vị địa lý do quân đội DPR đăng tải cũng cho thấy Travneve có thể đã bị bắt vào ngày này. Vào ngày 6 tháng 8 năm 2022, cảnh quay chiến đấu xác nhận rằng lực lượng Nga đã tiến vào vùng ngoại ô phía đông của Marinka. Vào ngày 7 tháng 8 năm 2022, lực lượng Nga xuyên thủng hệ thống phòng thủ của Pisky và tiến đến trung tâm khu định cư. Russian sources claimed the villages of Volodymyrivka and Stryapivka, located southeast of Soledar, were captured by 9 August. Vào ngày 10 tháng 8 năm 2022, DPR tuyên bố đã chiếm được Hladosove, phía tây Travneve. Vào ngày 11 tháng 8 năm 2022, các nguồn tin của Nga và DPR tuyên bố rằng khoảng 90% Pisky đã bị bị chiếm giữ, và cảnh quay chiến đấu có chủ đích cho thấy người Nga đang bắn phá ngôi làng bằng pháo nhiệt áp TOS-1. ISW đánh giá rằng Pisky đã bị quân Nga chiếm giữ vào ngày 24 tháng 8 năm 2022. Các lực lượng Nga và đồng minh được cho là đã chiếm được Kodema vào ngày 6 tháng 9 năm 2022.

### Ukraina phản công
Một số chiến quả của cuộc tấn công đã bị xóa sạch vào tháng 9 năm 2022, sau khi Ukraina phát động cuộc phản công Kharkiv năm 2022 và chiếm lại Bilohorivka, một ngôi làng gần Lysychansk ở tỉnh Luhansk và các thành phố của Lyman và Sviatohirsk ở vùng Donetsk. Các nhà phân tích quân sự Rob Lee và Michael Kofman đã viết rằng "Những thành công của Ukraina ở cuộc phản công tại Kherson và Kharkiv phần lớn là kết quả của những tổn thất mà họ gây ra cho quân đội Nga trong mặt trận Donbas ở mùa xuân và đầu mùa hè." Bất chấp việc Nga giành được lãnh thổ, tuy nhiên, họ gọi kết quả của cuộc tấn công Donbas là một "chiến thắng kiểu Pyrros" đối với Nga, với lý do những tác động tiêu cực lâu dài đến khả năng của Nga trong việc dàn trải và căng sức ra giữ lãnh thổ đã giành được trong cuộc tấn công và cuộc chiến tổng thể nói chung. Cụ thể, Nga đã chi một lượng lớn nhân lực và đạn pháo để chiếm lãnh thổ ở Donbas, phía rằng Nga đã bù đắp tổn thất về nhân lực và đạn pháo bằng cách tăng cường huy động quân số để bù vào, và việc pháo binh của Nga nã vào Bakhmut vào tháng 12 năm 2022 với chỉ có mức độ giới hạn là kết quả của nguồn lực bị cạn kiệt trong cuộc tấn công Donbas. Cuộc phản công ở Kharkov của Ukraina phần lớn bị chặn lại khi lực lượng mặt đất của họ tiếp cận phòng tuyến Svatove–Kreminna và buộc phải quay lại vị trí hiện tại trên mặt trận này vào tháng 11 đến tháng 12 năm 2022. Vào đầu tháng 11 năm 2022, Nga đã phát động chiến dịch miền Đông Ukraina (Chiến dịch mùa đông đầu tiên của Nga (tháng 11 năm 2022–tháng 5 năm 2023) với những cuộc tấn công mới ở phía bắc và phía nam tỉnh Donetsk, đặc biệt là trên đường tiếp cận Bakhmut. Hiện nay Nga và Ukraina đang đưa nhau vào một cuộc chiến tranh tiêu hao kéo dài không có hồi kết gây tổn thất nặng nề cho cả hai bên.